# Podargus
Podargus é um género de ave da família Podargidae.
Este género contém as seguintes espécies:
- Podargus ocellatus
- Podargus papuensis
- Boca-de-sapo-australiano, Podargus strigoides

https://avibase.bsc-eoc.org/species.jsp?lang=PT&avibaseid=8500F1302409AD32